# یان-اینگور کالسن-براکر
یان-اینگور کالسن-براکر (انگلیسی: Jan-Ingwer Callsen-Bracker؛ زادهٔ ۲۳ سپتامبر ۱۹۸۴) بازیکن فوتبال اهل آلمان است.
از باشگاه‌هایی که در آن بازی کرده‌است می‌توان به باشگاه فوتبال آگسبورگ، باشگاه فوتبال کایزرسلاوترن، باشگاه فوتبال بایر ۰۴ لورکوزن، و باشگاه فوتبال بروسیا مونشن‌گلادباخ اشاره کرد.
وی همچنین در تیم ملی فوتبال زیر ۲۱ سال آلمان بازی کرده‌است.